# Љетни дан на отоку
„Љетни дан на отоку” је југословенски ТВ филм из 1973. године. Режирао га је Бранко Иванда а сценарио је написао Божидар Божовић.

## Улоге
| Глумац                | Улога |
| --------------------- | ----- |
| Борис Бузанчић        |       |
| Шпиро Губерина        |       |
| Михаило Миша Јанкетић |       |